# Mainebukten

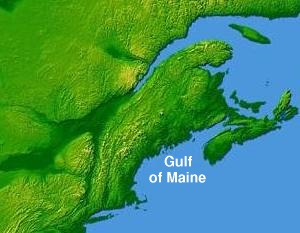
Mainebukten

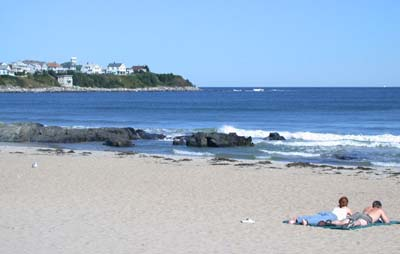
Hampton Beach i New Hampshire en septemberdag 2004.

Mainebukten (engelska: Gulf of Maine) är en stor bukt i  Atlanten. Den ligger utanför Nordamerikas östkust, vid de amerikanska delstaterna Maine, Massachusetts och New Hampshire. Under 1960- och 70-talen pågick en fisketvist mellan Kanada och USA i området.

### Fotnoter
1. ↑  ”The Gulf of Maine Boundary Dispute and Transboundary Management” (på engelska). University of Maine Law School. Arkiverad från originalet den 12 maj 2014. https://web.archive.org/web/20140512075424/http://mainelaw.maine.edu/academics/oclj/pdf/vol15_2/vol15_oclj_241.pdf. Läst 19 maj.